# Tayloria nepalensis
Tayloria nepalensis är en bladmossart som beskrevs av Iwatsuki och Steere 1977. Tayloria nepalensis ingår i släktet trumpetmossor, och familjen Splachnaceae. Inga underarter finns listade i Catalogue of Life.